# Quarante tueurs
Pour plus de détails, voir Fiche technique et Distribution.
Quarante tueurs (Forty Guns) est un western américain réalisé par Samuel Fuller, sorti en 1957.

## Synopsis
1880 en Arizona. Griff Bonnel, accompagné de ses frères Wes et Chico, parvient à Tombstone, dominé par une bande de hors-la-loi menée par la puissante propriétaire terrienne Jessica Drummond. Dès leur arrivée, le shérif de la ville est tué par Brockie, le frère de Jessica. Griff parvient à l’arrêter en l’assommant et l’emprisonne. Aussitôt au courant, Jessica Drummond descend sur la ville armée de ses quarante tueurs et libère son frère grâce à son avocat. Après avoir été réprimandé par sa sœur, Brockie, humilié, va tout faire pour se venger de Griff. Ce dernier se rapproche amoureusement de Jessica.
Aidé par le shérif Ned Logan, épris également de Jessica, Brockie tente une embuscade pour tuer Griff, mais elle échoue. Apprenant l’implication de Logan dans l’attentat, Jessica le congédie. Anéanti, Logan se pend dans la maison de Jessica.
Le jour du mariage de Wes avec l'armurière Louvenia Spanger, Brockie tente d’abattre Griff mais rate sa cible et tue Wes. Brockie est de nouveau arrêté, Jessica se rend à la prison sachant qu’elle ne peut plus rien pour son frère. Celui-ci s’évade à nouveau en se servant de sa sœur comme bouclier. Le shérif Griff n’hésitera pas à tirer sur Jessica pour abattre Brockie. Jessica survivra à ses blessures et quittera Tombstone en compagnie de Griff Bonnel.

## Fiche technique
- Titre : Quarante tueurs
- Titre original : Forty Guns
- Réalisation : Samuel Fuller
- Scénario : Samuel Fuller
- Musique : Harry Sukman
- Photographie : Joseph F. Biroc
- Montage : Gene Fowler Jr.
- Direction artistique : John B. Mansbridge
- Costumes : Charles Le Maire et Leah Rhodes
- Production : Samuel Fuller
- Société de production : Globe Enterprises
- Société de distribution : 20th Century Fox
- Pays d'origine : États-Unis
- Langue : anglais
- Format : Noir et blanc - 2,35:1 - Mono - 35 mm
- Genre : Western
- Durée : 76 ou 80 minutes[1] (selon les sources)
- Date de sortie : 1957

## Distribution
- Barbara Stanwyck : Jessica Drummond
- Barry Sullivan : Griff Bonnell
- Dean Jagger : Le shérif Ned Logan
- John Ericson : Brockie Drummond
- Gene Barry : Wes Bonnell
- Robert Dix : Chico Bonnell
- Jidge Carroll : Barney Cashman
- Paul Dubov (en) : Juge Macy
- Gerald Milton : Spanger
- Ziva Rodann : Rio
- Hank Worden : Le marshal John Chisum
- Neyle Morrow : Wiley
- Chuck Roberson : Swain
- Chuck Hayward (en) : Charlie Savage
- Sandra Wirth : l'amie de Chico
- Eve Brent : Louvenia Spanger

Cascades
Jack N. Young

## Critique
« Le meilleur film de son auteur. Chaque scène, chaque plan de ce brutal et sauvage western, tourné en cinémascope noir et blanc en moins de dix jours, est d’une très grande richesse d’invention et foisonne d’idées de mise en scène dont la hardiesse fait songer aux folies d’Abel Gance ou de Stroheim, quand ce n’est pas purement et simplement à Murnau… »

— Jean-Luc Godard